# Turn Back Time
 Der er for få eller ingen kildehenvisninger i denne artikel, hvilket er et problem. Du kan hjælpe ved at angive troværdige kilder til de påstande, som fremføres i artiklen.

"Turn Back Time" er den syvende single fra bandet Aqua fra 1998. Singlen blev deres tredje og sidste nummer 1-single i Storbritannien. Den var ligeledes gruppens sidste singleudgivelse i USA.
Sangen udmærker sig på albummet Aquarium ved at have en dybere tekst end de øvrige sange, og oprindeligt var deres producere imod at medtage sangen på albummet, da de ikke mente den passede ind. Sangen indeholder ikke noget bidrag fra gruppemedlemmet René Dif.
Nummeret blev i 1998 desuden anvendt på soundtracket til filmen Sliding Doors med Gwyneth Paltrow, og der er indspillet to forskellige musikvideoer til sangen; en til filmen, samt en til bandpromovering. 
I 2005 udgav Tómas Gislason en dokumentarfilm om Aqua ved navn Turn Back Time.